# Cyclophora obscura
Cyclophora obscura là một loài bướm đêm trong họ Geometridae.